# 南开区
南开区，是中华人民共和国天津市的市辖区，是天津市内六区之一，位于中心城区的西南部，与河北区、和平区、红桥区、河西区和西青区接壤。南开区的南北长约9.2公里，东西宽约5.6公里，辖区面积40.636余平方公里，呈北宽南窄的倒三角形。

## 历史
南开区是天津历史文化的发源地，亦是漕运与海运的交汇地。

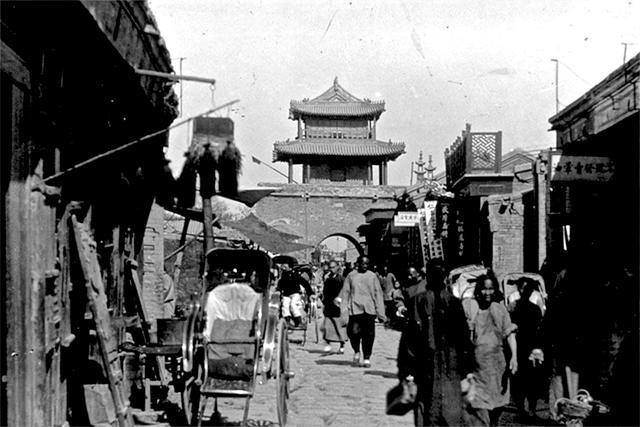
天津鼓楼

### 古代
元代，漕粮经由南开区东北部的三岔河口转运入京。元泰定三年（1326），南开区境内东北部建立了天后宫。明永乐二年（1404）始，在目前南开区所辖区域东北部区域设天津卫并筑城，境内居民逐渐增多。到清代漕运、盐业、屯田等日渐繁荣，商业、金融业逐渐发展，人口剧增，多来自安徽、山西、江苏、浙江、福建、广东等地。

### 近代
清道光年间（1840年前后），南开区所辖区域内的天津老城城内人口约9.54万人。从明清至天津租界发展繁荣后，南开区所辖区域逐渐发展并成为天津的政治、经济、文化中心。天津租界开辟后，南开区所辖区域依旧是天津华界政治、经济、文化的中心。
1928年，隶属天津特别市一、二区和天津县。1947年8月，天津市将第七区的部分辖域划出，增设第十一区，辖38个保，1829个甲，面积26.57平方千米，正式独立形成了当今南开区的基本轮廓。

### 当代

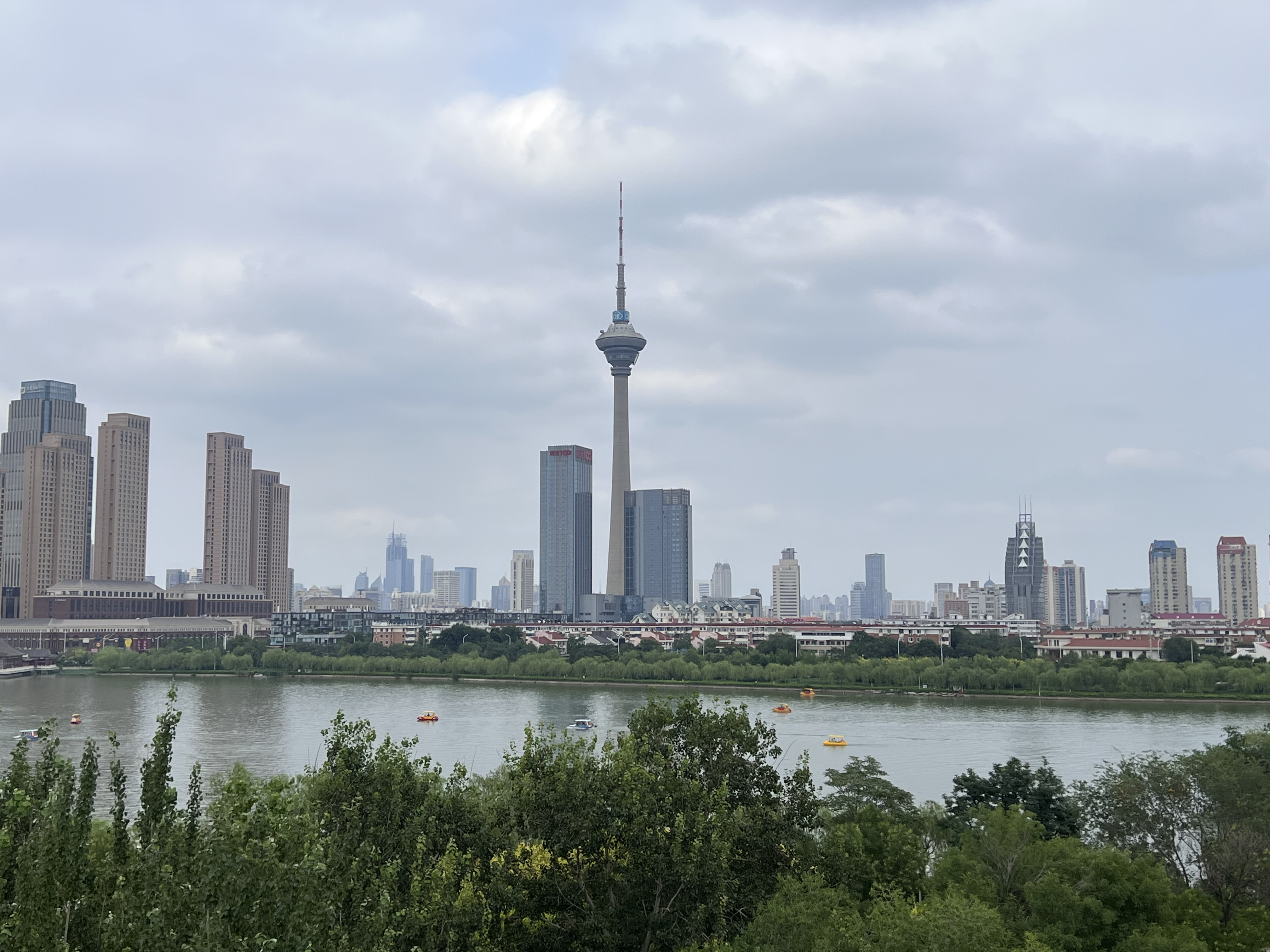
天津水上公园

1949年1月，解放军击败国军后控制天津全境，天津市第十一区仍沿袭原行政区划。同年3月，天津市及第十一区废除保甲制，设立38个街公所，1829个闾。6月，实施“警政合一”体制，撤销38个街公所，分别并入27个公安派出所。1952年，天津市行政区划调整，第十一区更名为第七区。1956年1月，第十一区因发源于辖区内的南开中学、南开大学等南开系列学校具有良好的社会声望，而正式定名为南开区，沿用至今。1980年代后，南开区的区界几经调整，逐步向西、南延伸，调整后区域面积增加。
2023年，天津市在南开区启动建设天开高教科创园，并将其视为推动天津经济发展的具体举措。

## 地理

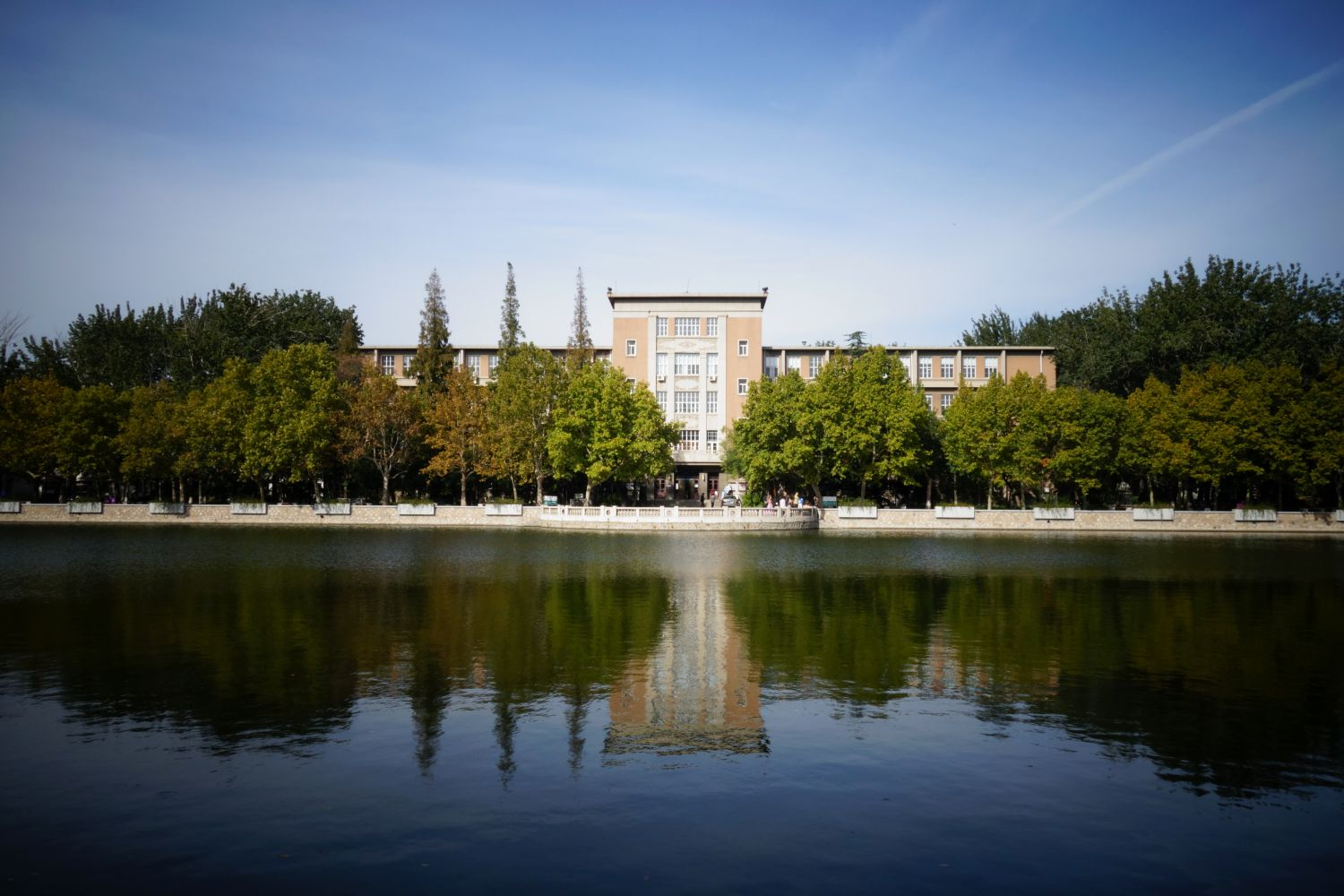
南开大学八里台校区内的新开湖，是南开区辖区内是1954年在南开大学在校园内开挖的人工湖泊

### 位置
南开区是天津市的市内六区之一，位于天津市中心城区的西南部，地理坐标范围为北纬39°3'35"-39°8'3"，东经117°6'8"-117°11'16"。南开区区境东临海河，与河北区相望；沿荣吉大街、兴安路、南马路至南门外大街、卫津路和卫津南路分别与和平区、河西区接壤；西、南至密云路、芥园西道、陈塘庄铁路支线与环城四区之一的西青区相连；北抵通北路、北马路、沿西马路至西关大街、津河、南运河与红桥区毗邻。南北长约9.2公里，东西宽约5.6公里，总面积约40.64平方公里，略呈“北宽南窄”的倒立三角形。

### 地貌气候
南开区为城市建成区，辖区境内地势平坦，略呈现北高南低，平均海拔3米左右。南开区辖区东、北隅有海河、卫津河、南运河环绕，区内有津河；南部洼淀池塘较多。气候季节性变化明显，春季干旱多风；夏季温高湿重；秋冬季寒冷干燥，降水稀少。南开区辖区的年平均气温12.3℃，其中最冷的1月份平均气温为零下4-6℃，最热的7月份平均气温在26℃以上。辖区内年平均降水日数为64-73天，且多集中在7、8月份。受季风环流的支配，夏季主要受西太平洋亚热带高压影响，多偏东南风；冬季受蒙古冷高压控制，多偏西北风；春秋两季盛行西南风。

### 水文

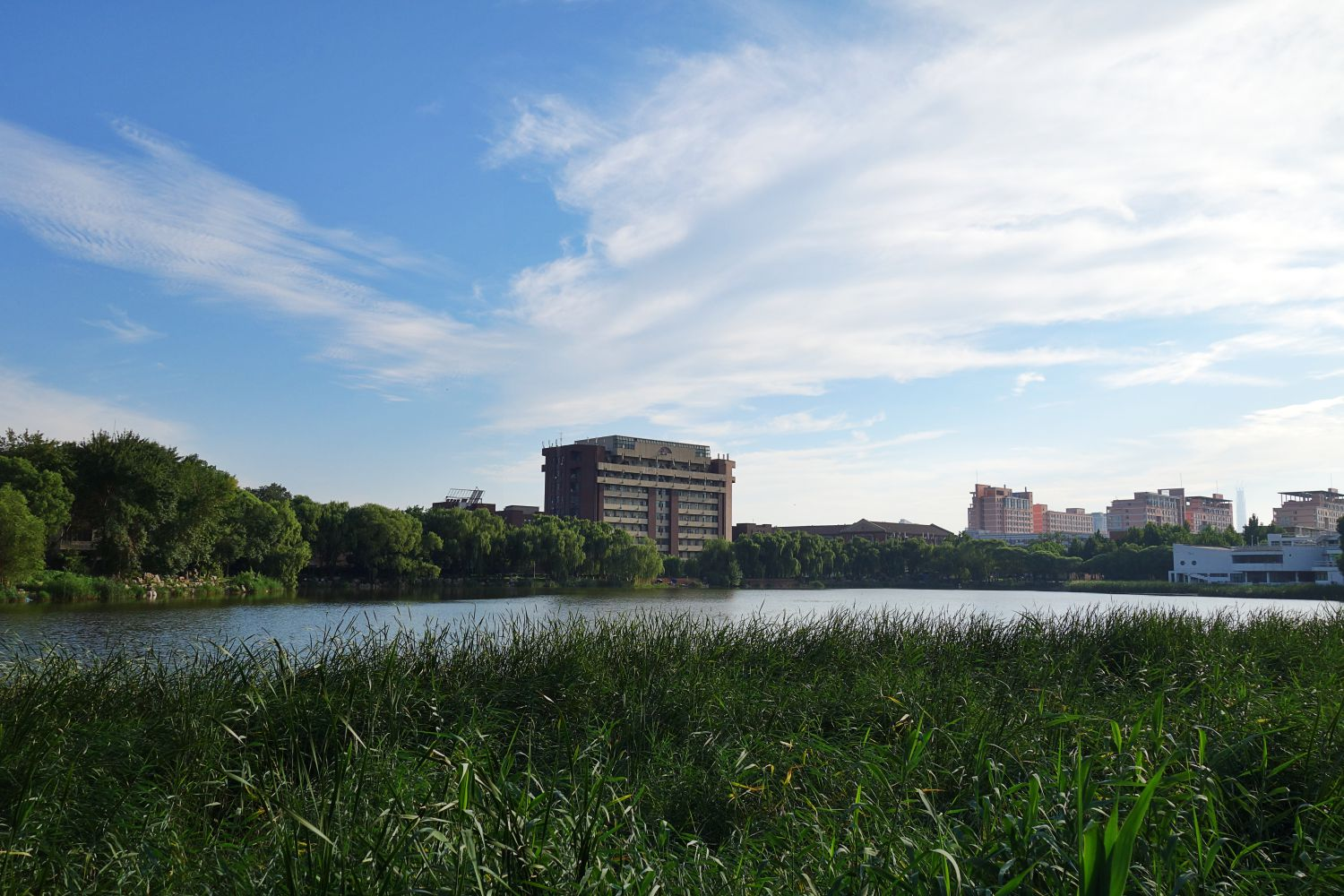
天津大学卫津路校区的青年湖，是南开区辖区内面积较大的湖泊之一

南开区辖区内河流、湖泊、水塘、洼地较多，水域面积曾达到18.6余平方公里，占全区国土面积的58.12%。1980年，南开区辖区内水域面积缩减为17.4余平方公里。随着城区建设发展需要，南开区内大量采取以填埋池塘洼地的方式以获取建设用地，部分河段加盖封顶，辖区内水域面积快速减少。至1990年代中期，水域面积快速缩减至12.9余平方公里。截至2017年，南开区辖区内水域面积10.78平方公里。
南开区辖区内东、北隅有海河、卫津河、南运河环绕，中部津河南北流向，至复康路向东与卫津河贯通。
辖区内有水上公园东湖、西湖、南开大学马蹄湖、新开湖，天津大学青年湖、敬业湖、爱晚湖，长虹公园湖、南翠屏公园环山湖、天津奥林匹克中心体育场人工湖等湖泊。区内地下水受地质构造、地貌、水文和古地理条件控制，具有山前平原向冲、滨海平原过渡的水文地质特征，水文地质条件呈现出明显多样性、复杂性和分带规律。

## 行政区划
南开区下辖12个街道办事处：
长虹街道、鼓楼街道、兴南街道、广开街道、万兴街道、学府街道、向阳路街道、嘉陵道街道、王顶堤街道、水上公园街道、体育中心街道和华苑街道。

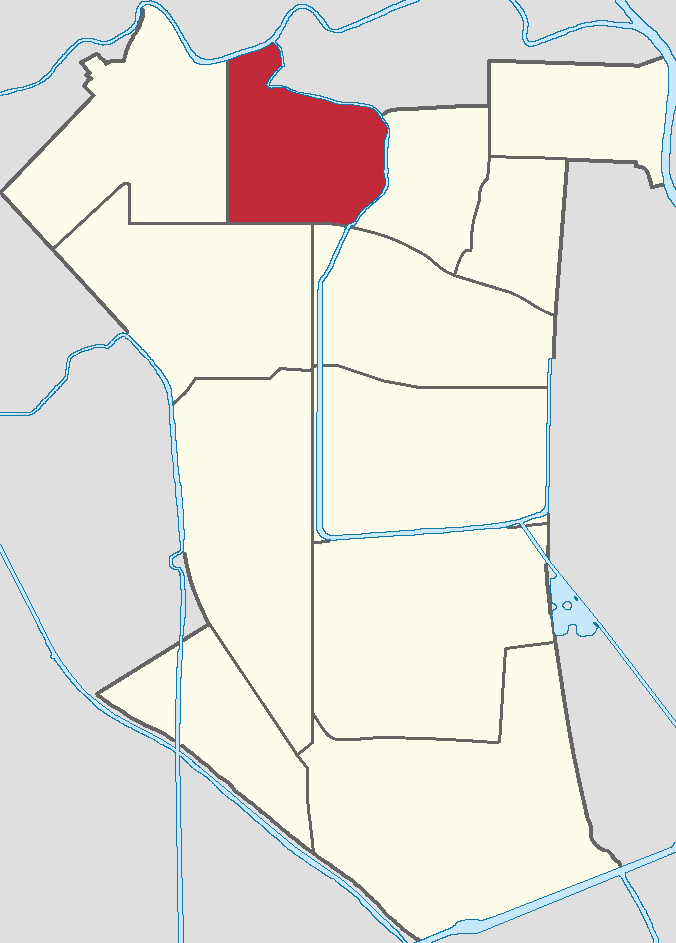
南开区行政区划图，红色地区为区政府所在地--长虹街道

其中华苑街道和向阳路街道的西横堤系非属地管理，行政区划上隶属于西青区，但由南开区代管。

## 全国重点文物保护单位
- 南开学校旧址
- 天津广东会馆
- 天津天后宫
- 李纯祠堂

## 社会

### 人口
截至2017年末，南开区辖区内常住人口114.16万人，户籍人口32.69万户85.95万人。南开区人口除汉族外，有回族、满族、蒙古族、朝鲜族以及壮、黎、土、土家、锡伯等少数民族。
根据(中国)天津市2020年第七次全国人口普查主要数据公报显示：南开区常住人口为890422人，男性占比49.33%，女性占比50.67%，年龄结构中0-14岁占比11.96%，15-59岁占比59.97%，60岁以上占比28.07%，65岁以上占比19.69%。

### 宗教
截至2017年末，南开区辖区内经常参加宗教活动信教群众2万余人。

## 教育

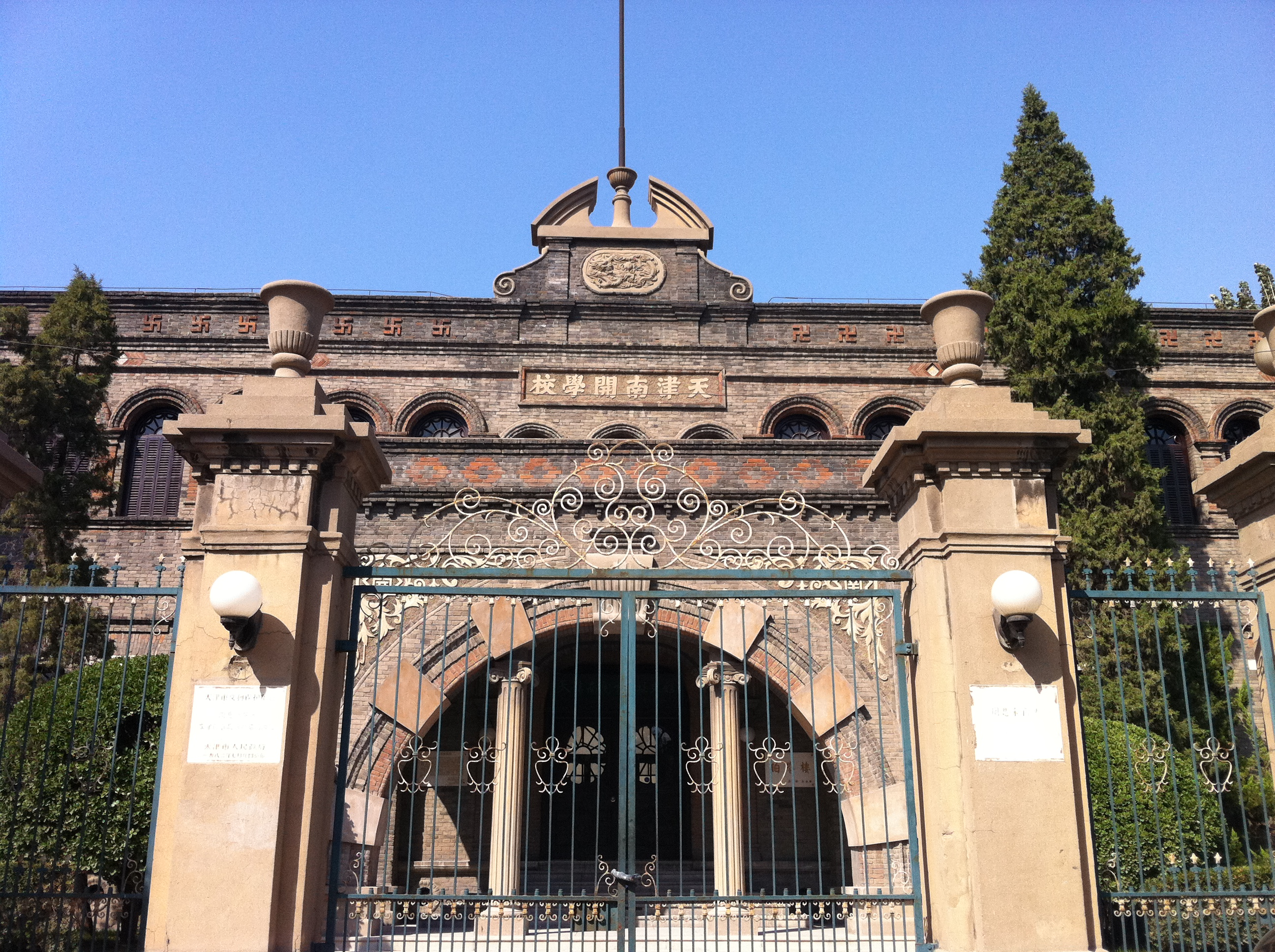
南开学校旧址，是南开系列学校的发源地

### 高等教育
天津市南开区辖区内有南开大学、天津大学两所教育部直属重点院校。原坐落于南开区内的天津理工大学已迁至西青区，天津中医药大学已部分迁至静海区，目前天津师范大学高职学院和学前教育学院位于南开区内的六里台校区。

### 基础教育
天津市南开区辖区内有天津市教育委员会直属天津市重点中学两所，分别是始建于1904年的南开中学和创办于2001年的天津中学。
此外，辖区内还有南开区教育局管辖的天津市重点中学天津大学附属中学、天津市崇化中学、南开大学附属中学、天津市第二十五中学。
南开区级重点中学有：
- 天津市第九中学
- 南开田家炳中学（原天津市育红中学）
- 天津师范大学南开附属中学（原第六十六中学和南开艺术中学合并）
- 天津市第四十三中学（原第七十四中学）
- 南开翔宇学校（民办，校址驻河西区梅江街道）

仅有初中部的学校有：
- 天津市第五十中学
- 南开区科技实验中学
- 崇化中学（临潼路）
- 天津市第二十五中学
- 天津市第六十三中学
- 南开区实验学校
- 师范大学附属实验中学
- 育贤中学（民办）
- 津英中学（民办）
- 翔宇国际学校（民办）
- 南开日新国际学校（民办）

## 休闲旅游

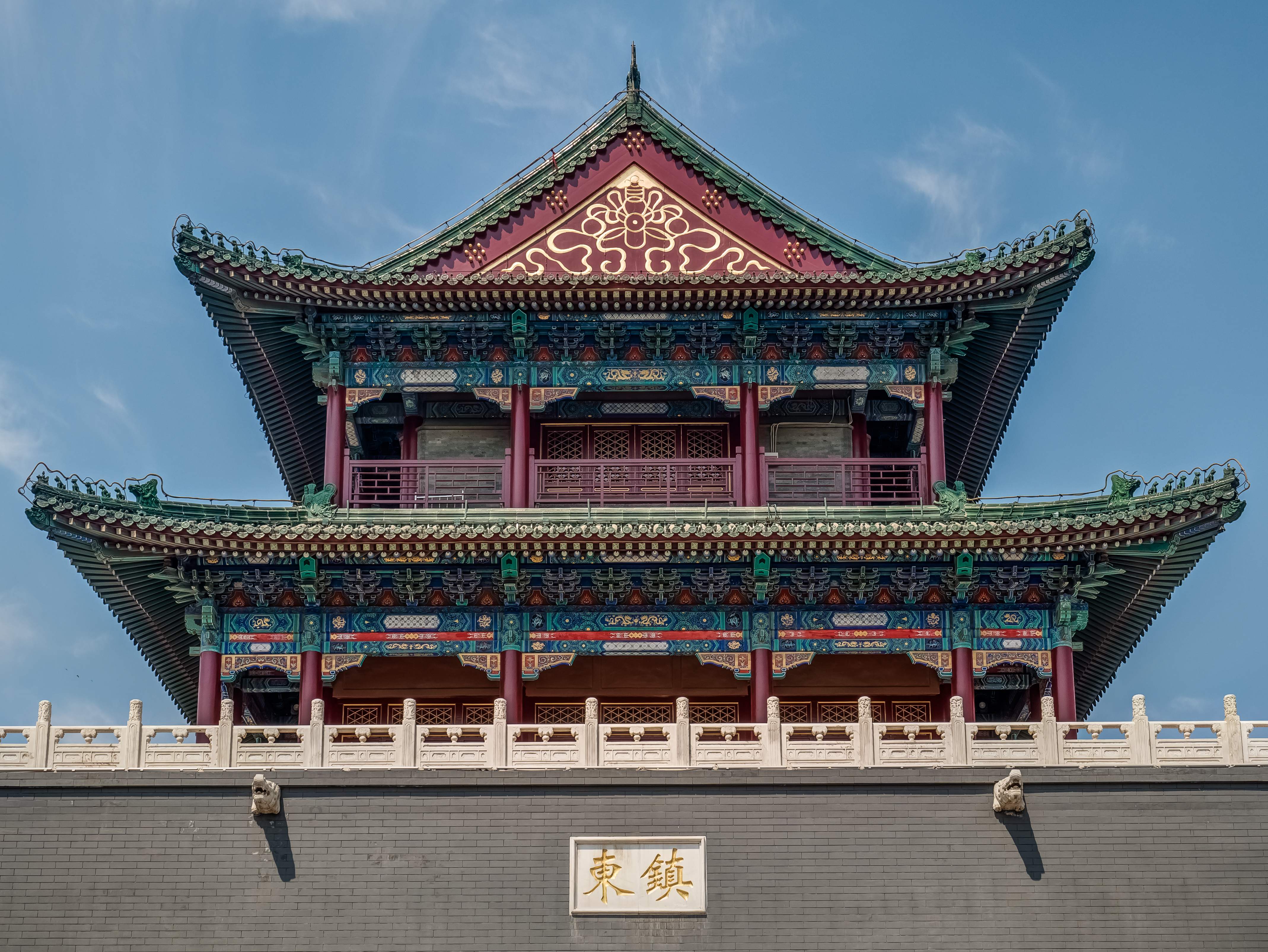
天津鼓楼

### 旅游景区
天津市南开区辖区内有国家5A级旅游景区古文化街，是中国唯一的开放式商业旅游景区。国家4A级旅游景区有水上公园、周恩来邓颖超纪念馆，国家3A级旅游景区天津天后宫、老城博物馆、戏剧博物馆以及国家2A级旅游景区鼓楼。

### 文博场馆

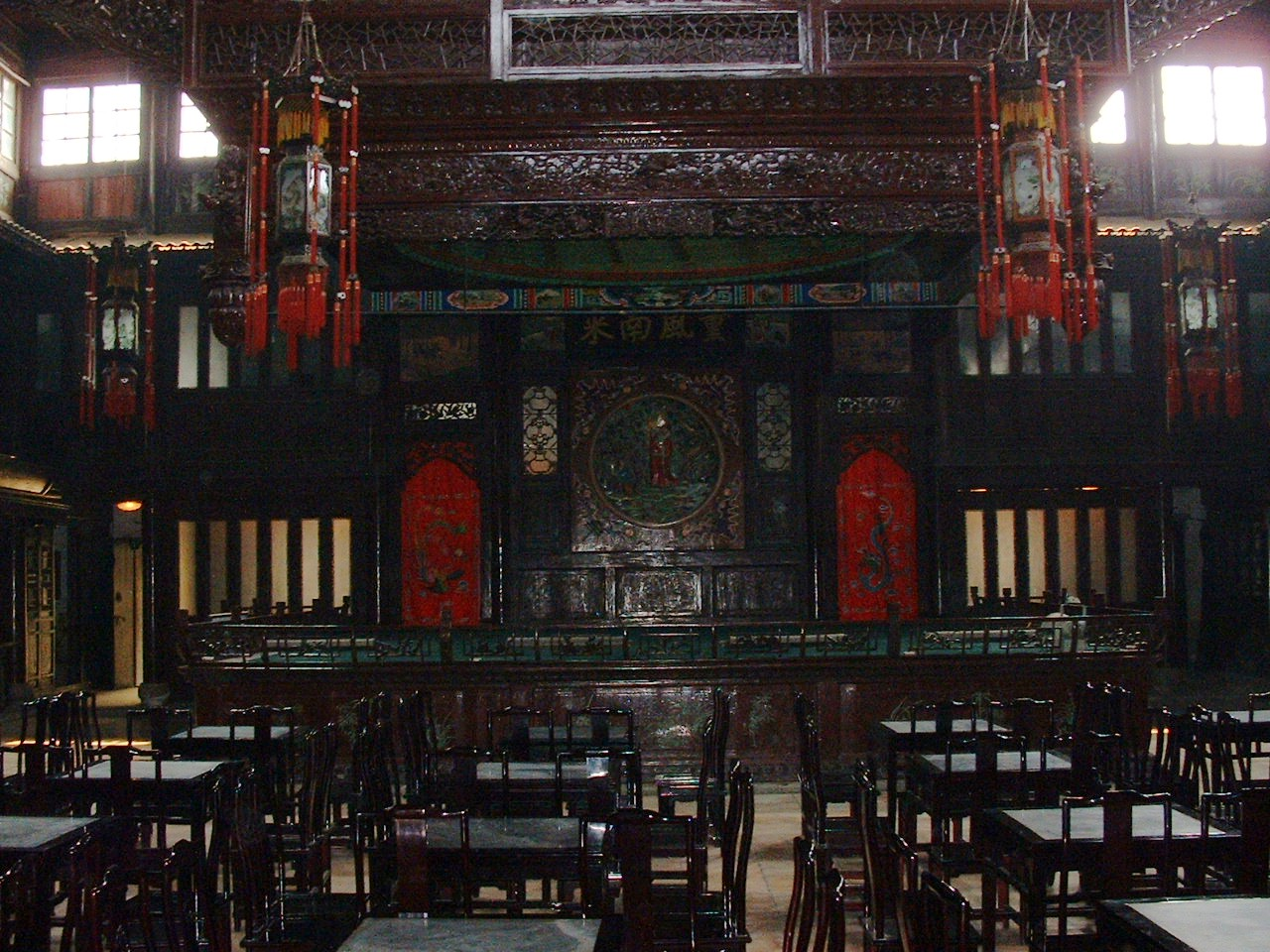
天津广东会馆

天津市南开区辖区内有国家一级博物馆一座，即周恩来邓颖超纪念馆。

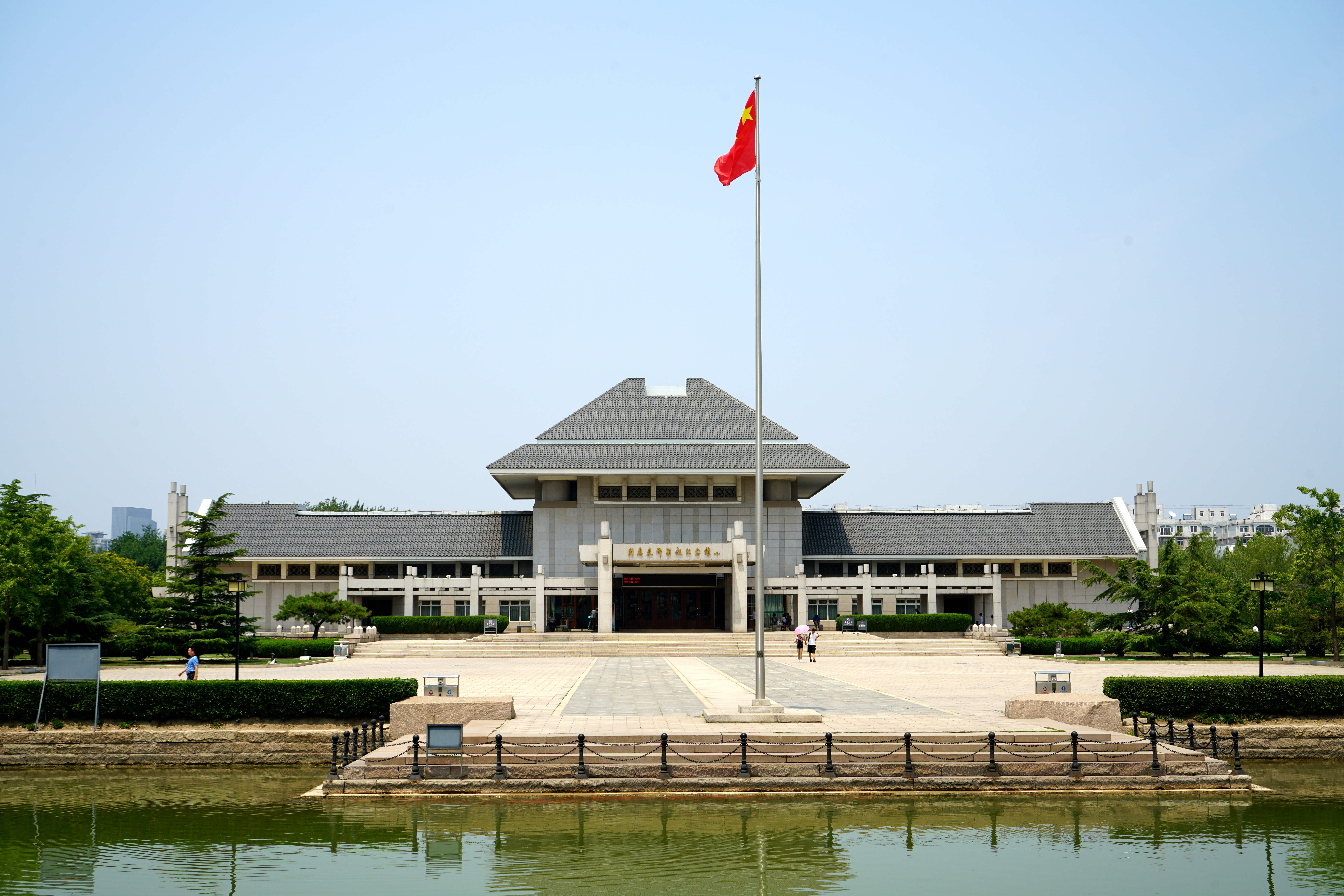
周恩来邓颖超纪念馆

- 天津奥林匹克中心体育场
- 天津文庙
- 徐朴庵旧宅
- 天津广东会馆
- 天津南开学校旧址

## 相关链接
- 天津南开 （页面存档备份，存于）